# کولسه امین
کولسه امین (به کردی: کۆڵسە) روستایی از دهستان کلاشی از توابع بخش کلاشی شهرستان جوانرود در استان کرمانشاه ایران است.